# السوريون في الدنمارك
السوريون في الدنمارك، هم مواطنون ومقيمون في الدنمارك من أصل سوري.

## التركيبة السكانية

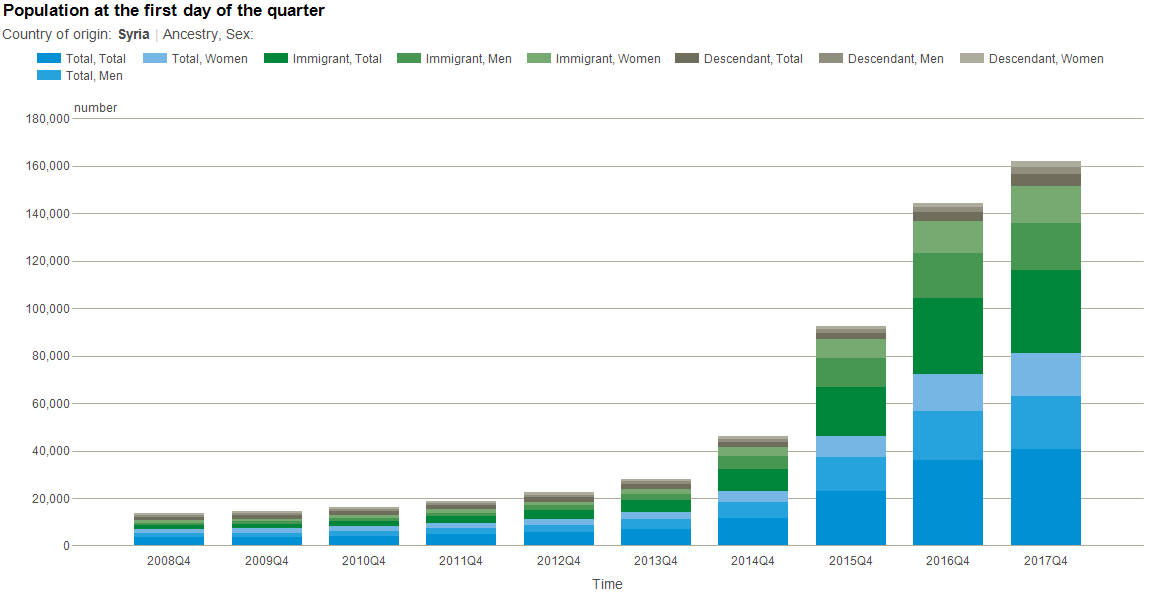
السكان من أصل سوري في الدنمارك حسب الجنس، الربع الرابع سنوي 2008-2017 (هيئة الإحصاء الدنماركية).

وصل السوريون إلى الدنمارك بشكل رئيسي كلاجئين بسبب الحرب الأهلية السورية. وفقًا لإحصاءات الدنمارك، اعتبارًا من عام 2017، هناك ما مجموعه 40،477 شخصًا من أصل سوري يعيشون في الدنمارك. من بين هؤلاء الأفراد، هناك 35262 مهاجرًا مولودًا سوريًا و 5215 هم أبناء وأحفاد المولودين في سوريا. ومن بين جميع أولئك هناك 33.283 فردًا هم مواطنون سوريون يملكون الجنسية السورية، يُقسمون إلى 18726 رجلاً و 14557 امرأة.
اعتبارًا من عام 2016، مُنح ما مجموعه 2،955 شخصًا سوري المولد تصاريح إقامة في الدنمارك من أجل لمّ شمل الأُسَر، و 5300 مُنحوا تصاريح كطلبة لجوء، و 7 للدراسة، و 14 للعمل، و 2 لأفراد الأُسَر المقيمين في الاتحاد الأوروبي/المنطقة الاقتصادية الأوروبية، و 4 للتبني، و 124 لأسباب أخرى. السكان السوريون بشكل عام ينتمون إلى فئة الشباب، فمعظمهم تتراوح أعمارهم بين 5-9 سنوات (5،371 فرد)، و 0-4 سنوات (5،352 فرد)، 30-34 سنة (4،294 فرد) ، 10-14 سنة (4،167 فرد)، و 25- 29 سنة (4029 فرد).

## المجتمع
وفقًا لإحصاءات الدنمارك، اعتبارًا من عام 2016، يعيش حوالي 87٪ من الرجال و 94٪ من النساء في الوحدات السكنية العامة، من بين البالغين المولودين في سوريا الذين تتراوح أعمارهم بين 30 و 59 عامًا. هذا لأن العديد وصلوا عن طريق لم شمل الأسرة أو كلاجئين، وعادة ما يستقر هؤلاء المهاجرون في ممتلكات مملوكة للحكومة. يعيش السوريون بالدرجة الأولى في مناطق إقليم سيد دنمارك (11،345)، إقليم ميديولند (10،837)، إقليم هوفدستادن (7،349)، زيلاند (6،901)، ومقاطعة نورييلاند (4،045)، ومدن آرهوس (1،910)، كوبنهاغن (1،471)، أودنسه (1،161) و فايله (1،068).
وفقًا لإحصاءات الدنمارك، اعتبارًا من عام 2016، فإن المهاجرين الذكور من سوريا الذين تتراوح أعمارهم بين 20-59 لديهم دخل سنوي يزيد قليلاً عن 150.000 كرونة دنماركية، قبل تسديد الضرائب. يتألف معظم هذا الدخل من التحويلات العامة، بينما يتكون الباقي من الدخل المكتسب، ودخل الاستثمار والدخل الثاني. حتى عام 2017، حصل ما مجموعه 17،451 شخصًا من أصل سوري في الدنمارك على امتيازات عامة. من بين هؤلاء الأفراد، تم تخصيص الأموال الحكومية في المقام الأول لإدارة مهارات الارتقاء بالإرشادات والأنشطة المخصصة للمهاجرين (5666 شخصًا)، والامتيازات الاجتماعية (3747 شخصًا)، وصافي البطالة (2،820 شخصًا)، والعمالة المدعومة (2575 شخصًا)، ومنحة التعليم الحكومية الدنماركية ونظام القروض السلطة (2138 شخصًا)، ومعاش الإعاقة (412)، واستحقاقات المرض على أساس العمل (50 شخصًا)، واستحقاقات الأمومة (38 شخصًا)، والأشخاص الذين يتلقون استحقاقات عطلة (3 أشخاص)، ومعاش التقاعد المبكر (شخص واحد).

### الجريمة
وفقًا لإحصاءات الدنمارك، فإن معدل ارتكاب الجرائم بين المهاجرين السوريين وأحفادهم مرتفعة بشكل كبير. من المرجح أن يرتكب المتحدرون السوريون الذكور حوالي 15 مرة جرائم عنيفة. حتى عام 2016، أُدين ما مجموعه 1،033 شخصًا من أصل سوري بارتكاب جرائم. من بين هؤلاء الأفراد، كان 923 من الذكور و 110 من الإناث، ومن بين الذكور الذين تتراوح أعمارهم بين 15-29 سنة هناك 465 فردًا، والذين تتراوح أعمارهم بين 30-49 سنة هناك 407 فردًا، وهُم يشكلون معظم المجموع. كانت أكثر أنواع الجرائم شيوعًا هي انتهاكات قانون المرور (602 فردًا، من بينهم 570 خرقوا قانون المرور على الطرق)، تليها انتهاكات لقانون العقوبات (269 فردًا، منهم 176 جريمة ضد الملكية) وقوانين خاصة (238 فردًا). حصل معظم الأشخاص على غرامة (869 شخصًا)، والباقي حصلوا على حكم بالسجن (75 فردًا)، والسجن مع وقف التنفيذ (71 فردًا)، وسحب التهم (8 أفراد)، وعدم توجيه تهم (5 أفراد)، وقرارات أخرى (3 أفراد)، و تدابير وقائية (فردان).

## العمل
وفقًا لإحصاءات الدنمارك، اعتبارًا من عام 2014، يبلغ معدل التوظيف لدى المهاجرين السوريين المولودين في سوريا الذين تتراوح أعمارهم بين 30 و 64 عامًا في الدنمارك حوالي 14٪. يبلغ معدل الأعمال الحرة لدى المولودين في سوريا الذين تتراوح أعمارهم بين 16 و 64 عامًا حوالي 14٪.
وفقًا لمعهد اقتصاديات العمل، اعتبارًا من عام 2014، يبلغ معدل عدد السكان السوريين العاملين في الدنمارك حوالي 28٪. لديهم أيضا معدل بطالة ما يقرب من 13٪.

## مشاهير
- فراس عجوة، مغني راب من أصول مصرية سورية مختلطة.
- ناصر خضر، سياسي سوري فلسطيني.
- شيرين خانكان، إمامة مسلمة مولودة من أب سوري وأم فنلندية.
- مريم الخواجة، مسلمة من أصل سوري.